# Last Legion UX
Last Legion UX (ラストレジオンＵＸ) es un videojuego del género de plataformas desarrollado por Yuke's y publicado por Hudson Soft para la consola Nintendo 64. Salió al mercado en mayo de 1999 únicamente en Japón, no llegando a comercializarse fuera del mercado japonés.
- Datos: Q3109329